# Ongolmo
Ongolmo fue un cacique mapuche que lideró la resistencia de su pueblo contra los conquistadores españoles que invadieron Chile durante el siglo XVI.

## Biografía
Su principal amigo conocido fue Michimalonco, también denominado Güeden o Paca por otros autores. Su principal hijo conocido fue Orompello,
Luchó desde su juventud contra los conquistadores españoles logrando la libertad de su territorio. Fue elegido toqui (jefe militar) de los mapuches, siendo sucesor de Lautaro, aunque Alonso de Ercilla destaca su elección antes, siendo el candidato secreto de Aillavilú para la conducción de la guerra. Al parecer era miembro de una familia muy respetada en la sociedad mapuche, pues él y sus hermanos estaban siempre en el núcleo de jefes que planificaba los movimientos de guerra. De hecho, Gerónimo de Vivar lo señala en la Batalla de Millarapue:

«Al fin fue desbaratada aquel haz donde dio el capitán Rodrigo de Quiroga. Murieron ciento veinte indios, entre los cuales mataron siete principales y un capitán llamado (Guaticolo), que no era menos velicoso».
Gerónimo de Vivar

.